# Конотопский уезд
Коното́пский уе́зд — административно-территориальная единица, учрежденная в 1781 году в составе Новгород-Северского наместничества, административный центр — город Конотоп. С 1791 года в составе Черниговского наместничества, в 1796 году Конотопский уезд вошёл в состав Малороссийской губернии, а с 1802 — Черниговской губернии.

## История
Уезд учрежден в 1781 году из частей Нежинского и Прилуцкого полков в составе Новгород-Северского наместничества, позднее в 1791 году передан в Черниговское наместничество. В 1796 году вошел в состав восстановленной Малороссийской губернии. С 1802 года — в Черниговской губернии.
Упразднен в 1923 году, его территория отошла в состав Конотопского округа.

## Население
По данным переписи населения Российской империи 1897 года, в уезде проживало 156 535 человек, из них 90,89 % — украинцы, 4,88 % — евреи, 3,43 % — русские, 0,27 % — поляки, 0,33 % — белорусы.

## Административное деление
В уезде было 152 населенных пункта, разделенных на 3 стана и 11 волостей:
| Волость                   | Волостной центр | Сельских обществ |
| ------------------------- | --------------- | ---------------- |
| І стан                    |                 |                  |
| Батуринская волость       | Батурин         | 15               |
| Бахмачская волость        | Бахмач          | 13               |
| Краснянская волость       | Красное         | 11               |
| ІІ стан                   |                 |                  |
| Голенская волость         | Голенка         | 10               |
| Дмитровская волость       | Дмитровка       | 22               |
| Кошарская волость         | Кошары          | 13               |
| Красноколядинская волость | Красный Колядин | 25               |
| ІІІ стан                  |                 |                  |
| Конотопская волость       | Конотоп         | 24               |
| Карабутовская волость     | Карабутово      | 1                |
| Семяновская волость       | Семяновка       | 13               |
| Велико-Самборская волость | Великий Самбор  | 8                |